# Dryadonycteris capixaba
Dryadonycteris capixaba  is een zoogdier uit de familie van de bladneusvleermuizen van de Nieuwe Wereld (Phyllostomidae). De wetenschappelijke naam van de soort werd voor het eerst geldig gepubliceerd door Marcelo Rodrigues Nogueira, Isaac Passos de Lima, Adriano Lúcio Peracchi en Nancy Simmons in 2012.

## Voorkomen
De soort komt voor in het oosten van Brazilië.